# Municipio de las Islas del Norte
Municipio de las Islas del Norte (en inglés: Northern Islands Municipality) es una de las cuatro principales divisiones políticas de la Mancomunidad de las Islas Marianas del Norte un territorio estadounidense. Consiste en una larga cadena de las islas septentrionales de las Islas Marianas del Norte, incluyendo (de norte a sur) El Farallón de Pájaros, las Islas Maug, Asunción, Agrihan, Pagan, Alamagan, Guguan, el Banco Zealandia, Sarigan, Anatahan y el Farallón Medinilla. La superficie total de las islas, incluyendo islotes y rocas, es de 154,755 kilómetros cuadrados (59,75 millas cuadradas).